# Potwór i dziewczyna
Potwór i dziewczyna, (ang. The Monster and the Girl) – film amerykański w reżyserii Stuarta Heislera z roku 1941.

## Obsada
- Ellen Drew – Susan Webster
- Robert Paige – Larry Reed
- Paul Lukas – W. S. Bruhl
- Joseph Calleia – 'Deacon'
- Onslow Stevens – J. Stanley McMasters
- George Zucco – Doktor Perry
- Rod Cameron – Sam Daniels
- Phillip Terry – Scot Webster
- Marc Lawrence – śpiący
- Gerald Mohr – Munn
- Tom Dugan – Alton, kapitan policji
- Willard Robertson – Strickland, porucznik policji
- Minor Watson – sędzia Pulver
- George Meader – Dr. Knight
- Cliff Edwards – Leon Beecher 'Tips' Stokes

## Fabuła
Piękna dziewczyna jest zmuszana przez grupę przestępców do uprawiania prostytucji, zaś mózg jej zmarłego brata zostaje wszczepiony w ciało goryla.

## Opinie o filmie
- The Best of Video. Poradnik: kino, tv, sat, video, pod red. Witolda Nowakowskiego[1].

Niezwykły film grozy